# Partalopa saga
Partalopa saga es una de las sagas caballerescas. Es una adaptación al nórdico antiguo (siglo XIII) de una versión perdida de la canción de gesta anónima francesa del siglo XII, Partonopeus de Blois. Es la historia de los amores de Partonopeo, hijo del rey de Francia, y de Marmoria, una princesa griega. La versión nórdica del narrador también introduce una variante en el tópico «senex puer», como si hasta cumplir quince años se considera bastante joven para el tipo de acción que se va a suceder. Existen dos versiones, que fueron escritas en Noruega entre 1226 y 1263, quizás una de ellas fuera islandesa y posterior.